# Bauyržan Islamchan
Bauyržan Islamchan (kazašsky Бауыржан Ербосынұлы Исламхан, Bauyržan Jerbosynuly Islamchan; * 23. února 1993, Taraz, Kazachstán) je kazašský fotbalový záložník a reprezentant, momentálně hráč klubu FK Kajrat Almaty.

## Reprezentační kariéra
V A-mužstvu reprezentace Kazachstánu debutoval 29. 2. 2012 v turecké Antalyi v přátelském zápase proti Lotyšsku (remíza 0:0).